# Vojo Ubiparip
Vojo Ubiparip (cyr. Bojo Убипapип, ur. 10 maja 1988 w Nowym Sadzie) – serbski piłkarz występujący na pozycji napastnika w serbskim klubie Spartak Subotica. Były reprezentant Serbii do lat 21.

## Życiorys

### Kariera klubowa
Od 2006 był zawodnikiem klubów: Vojvodina, Proleter Nowy Sad, Borac Čačak, ČSK Pivara, Zlatibor Voda i Spartak Subotica.
18 stycznia 2011 Ubiparip podpisał kontrakt z Lechem Poznań, mający obowiązywać przez 4,5 roku. W 2015 roku został mistrzem Polski wraz z macierzystym klubem. Lech Poznań nie przedłużył jednak kontraktu a zawodnik porozumiał się z pierwszoligowym klubem Vasas FC, którego barwy ma reprezentować przez najbliższe 2 lata. W rundzie wiosennej sezonu 2015/2016 serbskiej Superligi reprezentował barwy Novi Pazar. Latem 2016 podpisał kontrakt z Górnikiem Łęczna, występującym w polskiej Lotto Ekstraklasie. Następnie w latach 2017–2018 był zawodnikiem FK Željezničar.
6 września 2018 podpisał kontrakt z bośniackim klubem FK Tuzla City, umowa do 30 czerwca 2020.

## Sukcesy

### Klubowe
Lech Poznań
- Mistrzostwo Polski: 2014/15

FK Željezničar
- Puchar Bośni i Hercegowiny: 2017/18